# Juliaca melichari
Juliaca melichari är en insektsart som beskrevs av Young 1977. Juliaca melichari ingår i släktet Juliaca och familjen dvärgstritar. Inga underarter finns listade i Catalogue of Life.